# Сояло (муниципалитет)
Сояло́ (исп. Soyaló) — муниципалитет в Мексике, штат Чьяпас, с административным центром в одноимённом посёлке. Численность населения, по данным переписи 2020 года, составила 10 890 человек.

## Общие сведения
Название Soyaló с языка науатль можно перевести как дорога между пальм.
Площадь муниципалитета равна 96,1 км², что составляет 0,1 % от площади штата, а наиболее высоко расположенное поселение Эль-Педрегаль-1, находится на высоте 1222 метра.
Он граничит с другими муниципалитетами Чьяпаса: на севере и востоке с Бочилем, на юго-востоке с Истапой, на юге с Чьяпа-де-Корсо, на западе с Осумасинтой и Чикоасеном.

## Учреждение и состав
Муниципалитет был образован 8 мая 1935 года, по данным 2020 года в его состав входит 20 населённых пунктов, самые крупные из которых:
| Код INEGI                  | Населённый пункт                                                                 | Численность населения (2005 год) | Численность населения (2010 год) | Численность населения (2020 год) |
| -------------------------- | -------------------------------------------------------------------------------- | -------------------------------- | -------------------------------- | -------------------------------- |
| 085                        | Всего                                                                            | 8852                             | 9740                             | 10890                            |
| 0001                       | Сояло (исп. Soyaló) 16°53′27″ с. ш. 92°55′31″ з. д. (административный центр)     | 3579                             | 4014                             | 4486                             |
| 0005                       | Франсиско-Сарабия (исп. Francisco Sarabia) 16°56′45″ с. ш. 93°00′46″ з. д.       | 3061                             | 3318                             | 3508                             |
| 0011                       | Сан-Антонио-Сарагоса (исп. San Antonio Zaragoza) 16°55′06″ с. ш. 93°01′58″ з. д. | 682                              | 768                              | 974                              |
| 0002                       | Адольфо-Лопес-Матеос (исп. Adolfo López Mateos) 16°53′35″ с. ш. 92°56′10″ з. д.  | 440                              | 500                              | 567                              |
| 0029                       | Эмилиано-Сапата (исп. Emiliano Zapata) 16°53′14″ с. ш. 92°54′32″ з. д.           | 314                              | 356                              | 511                              |
| 0008                       | Морелос (исп. Morelos) 16°57′11″ с. ш. 93°00′57″ з. д.                           | 193                              | 187                              | 188                              |
| 0025                       | Эль-Прогресо (исп. El Progreso) 16°52′57″ с. ш. 92°55′09″ з. д.                  | 121                              | 111                              | 162                              |
| 0030                       | Охо-де-Агуа (исп. Ojo de Agua) 16°57′01″ с. ш. 93°00′37″ з. д.                   | 100                              | 112                              | 108                              |
| —                          | Прочие                                                                           | 362                              | 374                              | 386                              |
| Названия на карте Генштаба |                                                                                  |                                  |                                  |                                  |

## Экономическая деятельность
По статистическим данным 2000 года, работоспособное население занято по секторам экономики в следующих пропорциях:
- сельское хозяйство, скотоводство и рыбная ловля — 67,1 %;
- промышленность и строительство — 12,5 %;
- торговля, сферы услуг и туризма — 17,5 %;
- безработные — 2,9 %.

## Инфраструктура
По статистическим данным 2020 года, инфраструктура развита следующим образом:
- электрификация: 98,5 %;
- водоснабжение: 39,7 %;
- водоотведение: 97,6 %.

## Туризм
Основные достопримечательности:
- церкви колониального периода;
- река Бомбана́, образующая большой канал с низвергающимся водопадом.